# Melophlus cherbonnieri
Melophlus cherbonnieri är en svampdjursart som först beskrevs av Claude Lévi 1961.  Melophlus cherbonnieri ingår i släktet Melophlus och familjen Ancorinidae.
Artens utbredningsområde är Aldabra. Inga underarter finns listade i Catalogue of Life.